# Rogen
Rogen (sørsamisk: Rovje) er en sø på grænsen mellem Norge og Sverige. Den norske del ligger i Femundsmarka nationalpark, i fylkerne Hedmark og Trøndelag. På svensk side ligger søen i et naturreservat, Rogens naturreservat. Søen har udløb mod vest med elven Røa, som løber gennem flere søer til Femunden.
Søen er dermed kilde til Trysilelven-Klarälven-Göta älv.
Området omkring Rogen er et særpræget morænelandskab. Fænomenet findes flere steder, men er specielt tydeligt her, og blev tidlig beskrevet herfra. Det har derfor fået navnet Rogenmorene.

## Eksterne kilder og hensigter
1. ↑  "Grenselandet om Rogen". Arkiveret fra originalen 1. marts 2014. Hentet 25. december 2012.